# Championnat du Danemark masculin de handball 2015-2016
Navigation
Saison 2014-2015 Saison 2016-2017
Le Championnat du Danemark masculin de handball 2015-2016 est la 80e édition de la compétition. Le Bjerringbro-Silkeborg est le champion du Danemark pour la première fois de son histoire.

## Participants
Légende
- Phase de groupes de la Ligue des champions 2015-2016
- Qualifié pour la Coupe de l'EHF masculine 2015-2016
- Promu de Division 2
- PO : « play-off » (phase finale entre les huit meilleures équipes)
- PD : « play-down» (phase finale entre les six moins bonnes meilleures équipes)

| Club                  | Classement 2014-2015 | Entraîneur                              | Salle                        | Capacité théorique |
| --------------------- | -------------------- | --------------------------------------- | ---------------------------- | ------------------ |
| KIF Copenhague        | 1                    | Aron Kristjánsson Antonio Carlos Ortega | Kolding-Hallen Brøndbyhallen | 2 650 4 400        |
| Skjern Håndbold       | 2                    | Ole Nørgaard                            | Skjern Bank Arena            | 2 482              |
| Bjerringbro-Silkeborg | 3                    | Peter Bredsdorff-Larsen                 | Silkeborg-Hallerne           | 2 500              |
| Aalborg Håndbold      | 4                    | Jesper Jensen                           | Gigantium                    | 4 500              |
| Team Tvis Holstebro   | PO:3e du groupe 1    | Klavs Bruun Jørgensen                   | Gräkjaer Arena               | 3 300              |
| GOG Håndbold          | PO:3e du groupe 2    | Kenneth Sahlholdt                       | Gudmehallerne                | 1 600              |
| AGF Aarhus Håndbold   | PO:4e du groupe 2    | Erik Veje Rasmussen                     | NRGi Arena                   | 5 000              |
| HC Midtjylland        | PO:4e du groupe 2    | ?                                       | Sportscenter Herning         | 1,600              |
| Ribe-Esbjerg HH       | 9                    | Nick Rasmussen                          | Ribe Fritidscenter           | 2 200              |
| Mors-Thy Håndbold     | 10                   | Andreas Kristensen                      | Thyhallerne                  | 1 500              |
| Nordsjælland Håndbold | 1er de Division 2    | Niclas Jensen                           | Helsinge-Hallen              | 1 600              |
| Skive fH              | 2e de Division 2     | Jan Eversby                             | Skivehallerne                | ?                  |

### Localisation
| \| Aalborg Aarhus Bjerringbro Gudme Copenhague Mors-Thy Herning Ribe-Esbjerg Skanderborg Nordsjælland Skjern Sønderborg Holstebro Skive \| Localisation des clubs engagés dans le championnat. |
| Aalborg Aarhus Bjerringbro Gudme Copenhague Mors-Thy Herning Ribe-Esbjerg Skanderborg Nordsjælland Skjern Sønderborg Holstebro Skive                                                           |

## Saison régulière

### Classement
|    | Équipe                    | Pts | J  | G  | N | P  | Bp  | Bc  | Diff |
| -- | ------------------------- | --- | -- | -- | - | -- | --- | --- | ---- |
| 1  | Team Tvis Holstebro       | 39  | 26 | 19 | 1 | 6  | 719 | 659 | 60   |
| 2  | AGF Aarhus Håndbold       | 35  | 26 | 16 | 3 | 7  | 697 | 653 | 44   |
| 3  | Skjern Håndbold (C)       | 33  | 26 | 15 | 3 | 8  | 726 | 686 | 40   |
| 4  | BSV Bjerringbro-Silkeborg | 33  | 26 | 15 | 3 | 8  | 672 | 607 | 65   |
| 5  | KIF Copenhague (T, S)     | 30  | 26 | 12 | 6 | 8  | 598 | 531 | 67   |
| 6  | GOG Håndbold              | 30  | 26 | 14 | 2 | 10 | 704 | 648 | 56   |
| 7  | Aalborg Håndbold          | 28  | 26 | 12 | 4 | 10 | 676 | 663 | 13   |
| 8  | SønderjyskE Håndbold      | 27  | 26 | 11 | 5 | 10 | 618 | 630 | -12  |
| 9  | Skanderborg Håndbold      | 23  | 26 | 10 | 3 | 13 | 619 | 640 | -21  |
| 10 | Mors-Thy Håndbold         | 20  | 26 | 8  | 4 | 14 | 607 | 648 | -41  |
| 11 | Ribe-Esbjerg HH           | 19  | 26 | 9  | 1 | 16 | 585 | 643 | -58  |
| 12 | HC Midtjylland            | 19  | 26 | 9  | 1 | 16 | 674 | 690 | -16  |
| 13 | Nordsjælland Håndbold (P) | 16  | 26 | 7  | 2 | 27 | 620 | 678 | -58  |
| 14 | Skive fH (P)              | 12  | 26 | 6  | 0 | 20 | 557 | 696 | -139 |

|     | Qualification pour le groupe 1 de la phase finale (« Play-off ») |
|     | Qualification pour le groupe 2 de la phase finale (« Play-off ») |
|     | Barrages de relégation (« Play-down »)                           |
|     | Relégué en Division 2                                            |
| (T) | Tenant du titre 2015                                             |
| (P) | Promu de Division 2 en début de saison                           |
| (C) | Vainqueur de la Coupe du Danemark                                |
| (S) | Vainqueur de la Supercoupe du Danemark                           |

### Matchs
| Résultats (dom.\ext.)                                      | Aal   | Aar   | BSV   | GOG   | Mid   | KIF   | Mors  | Nor   | Ribe  | Ska   | Ski   | Skj   | Sønd  | Tvis  |
| Aalborg Håndbold                                           |       | 24-27 | 27-24 | 31-28 | 25-26 | 24-29 | 33-25 | 27-25 | 27-19 | 30-26 | 25-27 | 28-24 | 23-21 | 23-30 |
| AGF Aarhus Håndbold                                        | 26-27 |       | 23-29 | 31-27 | 29-27 | 25-25 | 27-15 | 26-20 | 25-19 | 27-22 | 24-30 | 35-29 | 26-27 | 27-22 |
| Bjerringbro-Silkeborg                                      | 24-19 | 38-30 |       | 24-21 | 30-21 | 24-18 | 25-22 | 23-16 | 28-17 | 28-28 | 33-22 | 26-29 | 26-20 | 25-28 |
| GOG Håndbold                                               | 25-28 | 31-22 | 27-22 |       | 31-29 | 24-26 | 24-23 | 30-26 | 28-21 | 24-26 | 22-16 | 24-27 | 26-26 | 30-20 |
| HC Midtjylland                                             | 26-26 | 27-29 | 23-25 | 27-34 |       | 25-24 | 28-21 | 32-20 | 25-24 | 24-21 | 36-19 | 21-30 | 24-25 | 26-28 |
| KIF Copenhague                                             | 25-25 | 20-20 | 25-25 | 27-29 | 30-20 |       | 24-24 | 25-20 | 26-22 | 29-21 | 0-0   | 28-26 | 30-20 | 30-26 |
| Mors-Thy Håndbold                                          | 29-25 | 23-25 | 26-29 | 24-23 | 33-31 | 0-0   |       | 24-25 | 28-19 | 25-25 | 27-23 | 25-30 | 25-28 | 24-28 |
| Nordsjælland Håndbold                                      | 20-20 | 26-30 | 30-26 | 31-27 | 26-27 | 20-29 | 22-22 |       | 21-19 | 24-28 | 24-23 | 28-29 | 22-25 | 22-25 |
| Ribe-Esbjerg HH                                            | 25-24 | 19-25 | 24-19 | 19-33 | 28-21 | 22-20 | 26-23 | 20-27 |       | 21-21 | 31-19 | 21-26 | 22-27 | 23-29 |
| Skanderborg Håndbold                                       | 25-22 | 21-22 | 23-21 | 26-28 | 27-19 | 20-29 | 26-21 | 26-23 | 25-28 |       | 27-26 | 24-23 | 21-20 | 21-22 |
| Skive fH                                                   | 28-32 | 19-25 | 21-26 | 17-30 | 16-27 | 16-31 | 23-26 | 25-23 | 22-24 | 20-19 |       | 23-36 | 29-27 | 22-32 |
| Skjern Håndbold                                            | 27-26 | 29-29 | 24-24 | 26-29 | 32-29 | 29-24 | 33-25 | 23-30 | 27-23 | 30-22 | 30-27 |       | 31-31 | 23-31 |
| SønderjyskE Herrer                                         | 25-25 | 27-25 | 17-23 | 23-23 | 22-21 | 0-0   | 22-22 | 29-27 | 22-29 | 25-21 | 29-25 | 27-28 |       | 27-28 |
| Team Tvis Holstebro                                        | 27-30 | 30-35 | 26-25 | 30-26 | 35-32 | 24-24 | 24-25 | 36-22 | 25-20 | 29-27 | 30-19 | 26-25 | 28-26 |       |
| - Victoire à domicile - Match nul - Victoire à l'extérieur |       |       |       |       |       |       |       |       |       |       |       |       |       |       |

1. 1 2 3  Le KIF Copenhague a été condamné à trois matchs perdus en conséquence de la non-homologation du contrat de Antonio Carlos Ortega : le match à domicile contre Skive et les matchs à l'extérieur contre SønderjyskE et Mors-Thy.
Source : (da) « APPELINSTANSENS AFGØRELSE FRATAGER KIF POINT »(Archive.org • Wikiwix • Archive.is • Google • Que faire ?), sur Site de la fédération danoise de handball (consulté le 29 mars 2016)

## Play-offs
Les play-offs opposent les clubs classés de la 1re à la 8e place à la fin de la saison régulière. Les vainqueurs des deux groupes sont qualifiés en Ligue des champions et s'affrontent dans un match aller-retour pour le titre.
- Qualifié pour le tournoi final

Règles de départage : points, victoires, différence de buts, buts marqués, buts marqués à l'extérieur, victoires à l'extérieur, match de barrage.

### Groupe de Play-off 1
|   | Équipe                | Pts | J | G | N | P | Bp  | Bc  | Diff | TTH   | SKJ   | BSV   | SØN   |
| - | --------------------- | --- | - | - | - | - | --- | --- | ---- | ----- | ----- | ----- | ----- |
| 1 | Team Tvis Holstebro   | 8*  | 6 | 3 | 0 | 3 | 151 | 151 | 0    |       | 24-27 | 30-28 | 25-21 |
| 2 | Bjerringbro-Silkeborg | 8   | 6 | 4 | 0 | 2 | 161 | 155 | 6    | 26-24 | 25-24 |       | 27-22 |
| 3 | Skjern Håndbold       | 7*  | 6 | 3 | 0 | 3 | 159 | 156 | 3    | 27-25 |       | 31-23 | 24-30 |
| 4 | SønderjyskE           | 4   | 6 | 2 | 0 | 4 | 148 | 157 | -9   | 22-23 | 29-26 | 24-32 |       |

*Deux points de bonus pour le Team Tvis Holstebro et un point pour le Skjern Håndbold à la suite de leurs classements de la saison régulière

### Groupe de Play-off 2
|   | Équipe              | Pts | J | G | N | P | Bp  | Bc  | Diff | KIF   | AAR   | GOG   | AAL   |
| - | ------------------- | --- | - | - | - | - | --- | --- | ---- | ----- | ----- | ----- | ----- |
| 1 | KIF Copenhague      | 10* | 6 | 3 | 2 | 1 | 154 | 147 | 7    |       | 26-21 | 26-26 | 27-25 |
| 2 | GOG Håndbold        | 9   | 6 | 3 | 3 | 0 | 164 | 155 | 9    | 26-26 | 31-25 |       | 29-27 |
| 3 | Aalborg Håndbold    | 6*  | 6 | 2 | 1 | 3 | 161 | 157 | 4    | 26-22 | 29-24 | 25-26 |       |
| 4 | AGF Aarhus Håndbold | 3   | 6 | 0 | 2 | 4 | 148 | 168 | -20  | 23-27 |       | 26-26 | 29-29 |

*Deux points de bonus pour le KIF Copenhague et un point pour le Aalborg Håndbold à la suite de leurs classements de la saison régulière

## Phase finale

### Demi-finales
| Date Aller  | Club                  | Aller | Total | Retour | Club                | Date Retour |
| ----------- | --------------------- | ----- | ----- | ------ | ------------------- | ----------- |
| 18 mai 2016 | GOG Håndbold          | 27-28 | 52-58 | 25-30  | Team Tvis Holstebro | 21 mai 2016 |
| 18 mai 2016 | Bjerringbro-Silkeborg | 24-23 | 55-51 | 31-28  | KIF Copenhague      | 22 mai 2016 |

### Match pour la troisième place
| Date Aller  | Club         | Aller | Total | Retour | Club           | Date Retour |
| ----------- | ------------ | ----- | ----- | ------ | -------------- | ----------- |
| 25 mai 2016 | GOG Håndbold | 32-27 | 58-56 | 26-29  | KIF Copenhague | 28 mai 2016 |

### Finales
| Date Aller  | Club                  | Aller | Total | Retour | Club                | Date Retour |
| ----------- | --------------------- | ----- | ----- | ------ | ------------------- | ----------- |
| 25 mai 2016 | Bjerringbro-Silkeborg | 27-20 | 52-46 | 25-26  | Team Tvis Holstebro | 28 mai 2016 |

### Champion du Danemark 2015-2016
| Champion du Danemark de handball 2015-2016 Bjerringbro-Silkeborg 1er titre |

## Play-Downs
Les play-Downs opposent les clubs classés de la 12e à la 13e place à la fin de la saison régulière plus les équipes classé de la 2e à la 3e place de la Division 2. Les vainqueurs seront maintenus en championnat tandis que les derniers des deux groupes évolueront en Division 2
- Qualifié pour la rencontre entre les des deux groupes

Règles de départage : points, victoires, différence de buts, buts marqués, buts marqués à l'extérieur, victoires à l'extérieur, match de barrage.
|   | Équipe         | Pts | J | G | N | P | Bp | Bc | Diff |  | Résultats (dom.\ext.) | ODD | HCM   |
| - | -------------- | --- | - | - | - | - | -- | -- | ---- |  | --------------------- | --- | ----- |
| 1 | Odder Håndbold | 2   | 1 | 1 | 0 | 0 | 29 | 25 | 4    |  | Odder                 |     | 29-25 |
| 2 | HC Midtjylland | 0   | 1 | 0 | 0 | 1 | 25 | 29 | -4   |  | HC Midtjylland        |     |       |

|   | Équipe                | Pts | J | G | N | P | Bp | Bc | Diff |  | Résultats (dom.\ext.) | TØN   | NOR   |
| - | --------------------- | --- | - | - | - | - | -- | -- | ---- |  | --------------------- | ----- | ----- |
| 1 | TM Tønder             | 2   | 2 | 1 | 0 | 1 | 46 | 45 | 1    |  | TM Tønder             |       | 29-25 |
| 2 | Nordsjælland Håndbold | 2   | 2 | 1 | 0 | 1 | 45 | 46 | -1   |  | Nordsjælland Håndbold | 20-17 |       |

## Statistiques et récompenses

### Équipe-type
L'équipe-type du championnat est  :
| Poste           | Joueur                 | Club                | %    |
| --------------- | ---------------------- | ------------------- | ---- |
| Meilleur joueur | ?                      | ?                   | -    |
| Ailier gauche   | Magnus Landin Jacobsen | KIF Copenhague      | 45 % |
| Arrière gauche  | Andreas Holst          | GOG Håndbold        | 67 % |
| Demi-centre     | Bo Spellerberg         | KIF Copenhague      | 33 % |
| Arrière droit   | Peter Balling          | Team Tvis Holstebro | 49 % |
| Ailier droit    | Patrick Wiesmach       | Team Tvis Holstebro | 70 % |
| Pivot           | Bjarte Myrhol          | Skjern Håndbold     | 62 % |
| Gardien de but  | Emil Nielsen           | AGF Aarhus Håndbold | 67 % |